# Аска
Канако Ураи (яп. 浦井 佳奈子, род. 26 сентября 1981, Осака) — японская женщина-рестлер, в настоящее время выступающая в WWE на бренде SmackDown под именем А́ска (А́сука, яп. アスカ), где является чемпионкой WWE среди женщин.
Ранее известная как Кана (яп. 華名), она начала свою карьеру в рестлинге в 2004 году в промоушене AtoZ, где она оставалась до окончания карьеры в 2006 году. Она вернулась на ринг в 2007 году, начав работать в качестве фрилансера в таких промоушенах, как JWP Joshi Puroresu, NEO Japan Ladies Pro-Wrestling, Pro Wrestling Wave, Reina Joshi Puroresu, Smash и Wrestling New Classic. Среди её достижений — титул чемпиона JWP в открытом весе, титул чемпиона Див Smash и титул командного чемпиона Wave.
В 2015 году Ураи подписала контракт с WWE, став первой японской женщиной-рестлером, подписавшей контракт с компанией более чем за 20 лет. В 2016 году она выиграла титул чемпиона NXT среди женщин (ее чемпионство, длившееся 510 дней, стало самым продолжительным в истории этого титула), а в 2017 году была переведена в основной ростер WWE. В 2018 году она стала первой в истории победительницей женского матча «Королевская битва». Она также является бывшей двукратной чемпионкой WWE Raw среди женщин, чемпионкой WWE SmackDown среди женщин, двукратной командной чемпионкой WWE среди женщин (с Кайри Сейн и Шарлотт Флэр; первая женщина, выигравшая этот титул с двумя разными партнершами) и победительницей женского матча Money in the Bank 2020 года. Аска стала третьей чемпионкой Тройной короны среди женщин и второй чемпионкой Большого шлема среди женщин.
Ураи также работала внештатным графическим дизайнером и журналистом в области видеоигр, а благодаря своей работе с Microsoft она стала спонсором компании, нося на своем снаряжении логотип Xbox 360. С 2019 года у неё есть собственный YouTube-канал, посвященный играм и стилю жизни.

## Карьера в рестлинге
В 2022 году заработала право на участие в заглавном женском матче на премиум-шоу Money in the Bank, однако победить и стать двукратной обладательницей кейса не смогла. На Премиум-шоу Clash at the Castle стала участницей матча трио — Бьянка, Аска и Блисс против Бэйли, Скай и Кай. На Raw 22 августа Блисс и Аска проиграли полуфинал турнира за Женское командное чемпионство WWE, проиграв Кай и Скай. Аска пропустила весь октябрь, и вернулась на Raw 31 октября, придя вместе с Блиссна помощь Бьянке, в чьей матч против Никки Кросс вмешались Бэйли, Кай и Скай. В итоге на то же шоу был назначен матч за Женское командное чемпионство, в котором Блисс и Аска одержали победу и выиграли титулы. На следующий день рестлершам назначили еще один командный матч за титулы, на этот раз на Премиум-шоу Crown Jewel. В итоге 5 дней спустя Блисс и Аска титулы проиграли. После того, как на последовавшем Raw рестлерши снова поругались, было предложено провести матч по правилам «Военные игры» на Премиум-шоу Survivor Series WarGames. На Raw 21 ноября Аска проиграла Рее Рипли, уступив преимущество ее команде. На премиум-шоу Команда Бьянки победила после того, как вернувшаяся Бекки Линч удержала Дакоту Кай.

## Личная жизнь
Ураи — выпускница младшего колледжа Университета искусств Осаки. Она писала для журнала Xbox Magazine и разрабатывала графику для Nintendo DS и различных мобильных приложений; она также владеет парикмахерской в Иокогаме под названием Another Heaven. Ураи — мать, о чём упоминали Бекки Линч и Наоми.
В интервью ET Canada в 2021 году Ураи подробно рассказала о собственном опыте борьбы с расизмом и поделилась своими мыслями о росте антиазиатских настроений во время пандемии COVID-19.

## Титулы и достижения
- CBS Sports
  - Матч года в WWE (2018) против Бекки Линч и Шарлотт Флэр на TLC: Tables, Ladders & Chairs[17]
- DDT Pro-Wrestling
  - Чемпион железных людей в хеви-металлическом весе (5 раз)[18][19]
- JWP Joshi Puroresu
  - Чемпион JWP в открытом весе (1 раз)[20][21]
  - Награда за лучший поединок (2013) против Арисы Накадзимы 15 декабря
  - Награда врага (2013)
- Kuzu Pro
  - Чемпион Див Kuzu Pro (1 раз)
- NEO Japan Ladies Pro Wrestling
  - Командный чемпион NEO (1 раз) — с Нанаэ Такахаси[22][23][24]
- Osaka Joshi Pro Wrestling
  - Однодневный командный турнир (2011) — с Мио Шираи[25]
- Pro Wrestling Illustrated
  - № 1 в топ 50 женщин-рестлеров в рейтинге PWI Women’s 50 в 2017[26]
  - Женщина года (2017)
- Pro Wrestling Wave
  - Командный чемпион Wave (2 раза)[27] — с Аюми Курихара (1) и Мио Шираи (1)[28]
  - Catch the Wave (2011)[29]
  - Dual Shock Wave (2011) — с Аюми Курихара[30]
- Reina Joshi Puroresu
  - Командный чемпион мира Reina (1 раз) — с Арисой Накадзима[31]
  - Чемпион Reina среди женщин (1 раз)[32]
  - Reina World Tag Team Championship Tournament (2014) -с Арисой Накадзима[33]
- Rolling Stone
  - Самый жуткий выход года (2017)[34]
- Smash
  - Чемпион Див Smash (2 раза)[35]
  - Smash Diva Championship Tournament (2011)[36]
- Sports Illustrated
  - № 5 в топ 10 женщин-рестлеров в 2018 году[37]
- WWE
  - Чемпион NXT среди женщин (1 раз)[38]
  - Чемпион WWE (Raw) среди женщин (3 раза)[39]
  - Чемпион WWE SmackDown среди женщин (1 раз)[40]
  - Командный чемпион WWE среди женщин (3 раза) — с Кайри Сейн (2), Шарлотт Флэр (1), Алексой Блисс (1)[41]
  - Money in the Bank (2020)[42]
  - «Королевская битва» (2018)[43]
  - Третья чемпионка Тройной короны среди женщин
  - Вторая чемпионка Большого шлема среди женщин
  - Mixed Match Challenge (Сезон 1) — с Мизом[44]
  - Премия по итогам года NXT (3 раза)
    - Женщина года (2016, 2017)[45][46]
    - Рестлер года (2017)[46]

  - Премия по итогам года WWE — женская команда года (2019) — с Кайри Сейн[47]